# Земля Санникова (фільм)
«Земля́ Са́нникова» (рос. «Земля Санникова») —радянський науково-фантастичний пригодницький художній фільм режисерів Альберта Мкртчяна та Леоніда Попова, знятий в 1972 році на кіностудії «Мосфільм» за мотивами однойменного роману Володимира Обручева. Сценаристи: Марк Захаров, Владислав Федосєєв.

## Сюжет
До багатого промисловця звертається невідомий, який пропонує віднайти у Північному льодовитому океані багату на золото «другу Аляску» — Землю Санникова. Отримавши підтримку і фінансову допомогу герой збирає для експедиції подібних до себе авантюристів…

## У ролях
- Владислав Дворжецький — Ільїн
- Олег Даль — Крестовський
- Микола Гриценко — Перфільєв
- Георгій Віцин — Ігнатій
- Юрій Назаров — Губін
- Махмуд Есамбаєв — шаман онкілонів
- Катерина Самбуєва — Аннуїр, онкілонка
- Олена Чухрай — наречена Ільїна

та інші.

## Знімальна група
- Сценаристи: Марк Захаров, Владислав Федосєєв
- Режисери-постановники: Альберт Мкртчян, Леонід Попов
- Оператор-постановник: Михайло Коропцов
- Художники-постановники: Володимир Філіппов, Валерій Філіппов
- Композитор: Олександр Зацепін
- Тексти пісень: Леонід Дербеньов
- Виконавець пісень (у т.ч. рос. «Есть только миг»): Олег Анофрієв

## Екранізація
Від повісті Обручева автори фільму «Земля Санникова» залишили лише головну ідею — відкриття фантастичної землі в Північному Льодовитому океані.
Головні ж герої — їх характери, долі, навіть імена — суттєво змінені. Організатором експедиції на пошуки таємничого острова виступає вчений Олександр Ільїн, інші ж учасники до науки не мають ніякого відношення.
Історія освоєння Арктики знає чимало безкорисливих першовідкривачів, діяння яких досі захоплюють своєю відвагою та стійкістю. Саме таким вийшов Олександр Ільїн у виконанні Владислава Дворжецького. Актор передав головне в характері свого героя — дух романтики, дух пошуку, дух благородного служіння людям та науці.
Члени експедиції після різноманітних випробувань все ж таки знайдуть землю Санникова, але основне людське багатство — моральні принципи — деякі з них зрозуміють лише перед смертю.
Якщо історія експедиції в картині є реальним відтворенням більшості арктичних відкриттів, то життя туземців землі Санникова показане у вигляді вестерну, завдяки чому кінокартина перетворилася на чудовий романтичний фільм з елементами комедії та мюзиклу.
Екзотичні пейзажі були зняті на берегах Балтійського моря, в долині гейзерів на Камчатці, в горах Північного Кавказу.